# Єронім Казимир Халецький
Єронім Казимир Халецький (д/н — після 1670) — державний діяч, урядник Речі Посполитої.

## Життєпис
Походив з українсько-білоруського шляхетського роду Халецьких власного гербу. Онук дипломата Йосипа Халецького. Старший син Яна Халецького, мечника великого литовського, та Ганни Веселовської (доньки Петра Веселовського, маршалка великого литовського). Дата народження точно невідома.
У 1610 році втратив батька. Виховувався дядьком чи дідом по матері новогрудським каштеляном Василем Копцем. Виховувався в католицькому дусі. У 1648 році обирається депутатом елекційного сейму, де підтримав кандидатуру Яна Казимира Вази. 1649 року бувприсутній на коронаційному сеймі.
У 1653 році стає дворянином короля. Після 1654 року придбав маєток Бартків на Підляшші, післячого став писатися Єронім-Казимир Халецький з Барткову. 1659 року отримав посаду підляського ловчого.
1669 року обирається депутатом від Дрогицької землі на елекційний сейм, де підтримав кандидатуру Михайла Вишневецького. Остання згадка про Єроніма Казимира Халецького відноситься до 1670 року.

## Родина
Дружина — Катерина, донька Яна Оборського, каштеляна варшавського
Діти:
- Якуб Філіпп (д/н—після 1697), підляський ловчий. Помер бездітним.